# Municipalità di Mārupe
La municipalità di Mārupe (in lettone Mārupes novads) è una delle trentasei municipalità della Lettonia. È situata nel centro del Paese, immediatamente a nordovest della capitale Riga. Il capoluogo è la città di Mārupe. È adiacente anche alla città di Jurmala da cui è separata dal fiume Lielupe.
All'interno della municipalità è situato l'Aeroporto Internazionale di Riga e le sedi di AirBaltic e SmartLynx Airlines.

## Suddivisione
La municipalità comprende la città di Mārupe e 3 parrocchie (Babīte, Mārupe e Sala)